# Virologický ústav Československé akademie věd
Virologický ústav Československé akademie věd vznikl 1. ledna 1953 v Bratislavě jako ústav pro výzkum virů. Ředitelem byl Dionýz Blaškovič. V rámci federalizace v roce 1969 byl začleněn do Slovenské akademie věd. Ústav rozpracoval významnou koncepci přirozených ohniskových nákaz a ekologických problémů virů a virových chorob. Dále participoval na objevu přenosu viru klíšťové encefalitidy kozím mlékem v Rožňavské epidemii a zabýval se strukturou, antigenními charakteristikami, imunologií a přenosem virů při mozkové obrně.